# Surlica
Surlica (izvirno srbsko Сурлица) je naselje v Srbiji, ki upravno spada pod Občino Trgovište; slednja pa je del Pčinjskega upravnega okraja.

## Demografija
V naselju živi 95 polnoletnih prebivalcev, pri čemer je njihova povprečna starost 57,7 let (51,8 pri moških in 62,9 pri ženskah). Naselje ima 47 gospodinjstev, pri čemer je povprečno število članov na gospodinjstvo 2,15.
To naselje je, glede na rezultate popisa iz leta 2002, večinoma srbsko, a v času zadnjih treh popisov je opazno zmanjšanje števila prebivalcev.
|  |

| Demografija | Demografija     | Demografija     |
| Leto        | Št. prebivalcev | Št. prebivalcev |
| ----------- | --------------- | --------------- |
|             |                 |                 |
|             |                 |                 |
|             |                 |                 |
|             |                 |                 |
| 1948        | 887             |                 |
| 1953        | 938             |                 |
| 1961        | 860             |                 |
| 1971        | 712             |                 |
| 1981        | 349             |                 |
| 1991        | 156             | 156             |
| 2002        | 101             | 101             |
|             |                 |                 |

| Etnična sestava po popisu iz leta 2002 | Etnična sestava po popisu iz leta 2002 | Etnična sestava po popisu iz leta 2002 | Etnična sestava po popisu iz leta 2002 | Etnična sestava po popisu iz leta 2002 |
| -------------------------------------- | -------------------------------------- | -------------------------------------- | -------------------------------------- | -------------------------------------- |
| Srbi                                   | Srbi                                   |                                        | 92                                     | 91,08%                                 |
| Neznano                                | Neznano                                |                                        | 3                                      | 2,97%                                  |